# Natasha Bowron
Natasha Bowron (Sídney, 31 de enero de 1982) es una deportista australiana que compitió en natación.
Ganó tres medallas en el Campeonato Mundial de Natación en Piscina Corta de 1997, oro en 800 m libre, plata en 400 m libre y bronce en 4 × 200 m libre.

## Palmarés internacional
| Campeonato Mundial en Piscina Corta | Campeonato Mundial en Piscina Corta | Campeonato Mundial en Piscina Corta | Campeonato Mundial en Piscina Corta |
| Año                                 | Lugar                               | Medalla                             | Prueba                              |
| ----------------------------------- | ----------------------------------- | ----------------------------------- | ----------------------------------- |
| 1997                                | Gotemburgo (Suecia)                 | Medalla de oro                      | 800 m libre                         |
| 1997                                | Gotemburgo (Suecia)                 | Medalla de plata                    | 400 m libre                         |
| 1997                                | Gotemburgo (Suecia)                 | Medalla de bronce                   | 4 × 200 m libre                     |